# سميتا براكاش
سميتا براكاش (بالإنجليزية: Smita Prakash)‏ هي صحفية هندية، ولدت في 2 ديسمبر 1971.